# Arroyo del Agua, Mexiko
Arroyo del Agua är en ort i Mexiko.   Den ligger i kommunen Cuauhtémoc och delstaten Chihuahua, i den nordvästra delen av landet, 1 300 km nordväst om huvudstaden Mexico City. Arroyo del Agua ligger 2 050 meter över havet och antalet invånare är 268.
Terrängen runt Arroyo del Agua är huvudsakligen platt, men norrut är den kuperad. Runt Arroyo del Agua är det ganska glesbefolkat, med 43 invånare per kvadratkilometer. Närmaste större samhälle är Granjas el Venado, 10,7 km sydost om Arroyo del Agua. Trakten runt Arroyo del Agua består till största delen av jordbruksmark.